# 湯田溫泉
34°09′53.1″N 131°27′26.0″E / 34.164750°N 131.457222°E
湯田溫泉（日语：／ Yuda-onsen */?），是位於日本山口縣山口市的溫泉區，鄰近湯田溫泉車站，與長門湯本温泉、俵山溫泉、川棚溫泉被合稱為「防長四湯」，為縣內較具有歷史的溫泉區。同時因為位於山口市內主要的鬧區，除了溫泉旅館也有許多餐廳，也因此此區除了溫泉旅館外，也有不少商務旅館。

## 歷史
據說在600年前一位位於權現山山腳寺廟的和尚發現一隻受傷的白色狐狸每晚都到此泡池水後即痊癒，才發覺此池水下方即為溫泉，由於湧出溫泉的地方位於田地的中間，因此命名為「湯田」。現在本地也是以「白狐」做為推廣觀光的吉祥物。
在江戶時代末期，隨著長州藩將藩廳遷移至此，許多尊王攘夷派的志士及公家人物曾長期居住於此。出身長州藩的明治時期政治人物井上馨也是出生於本地，其過去在本地的舊宅現也存放於本地的井上公園中。
20世紀初期的詩人中原中也也是出身自本地，其出身地也是其父親開設的醫院「中原醫院」現設為中原中也紀念館。

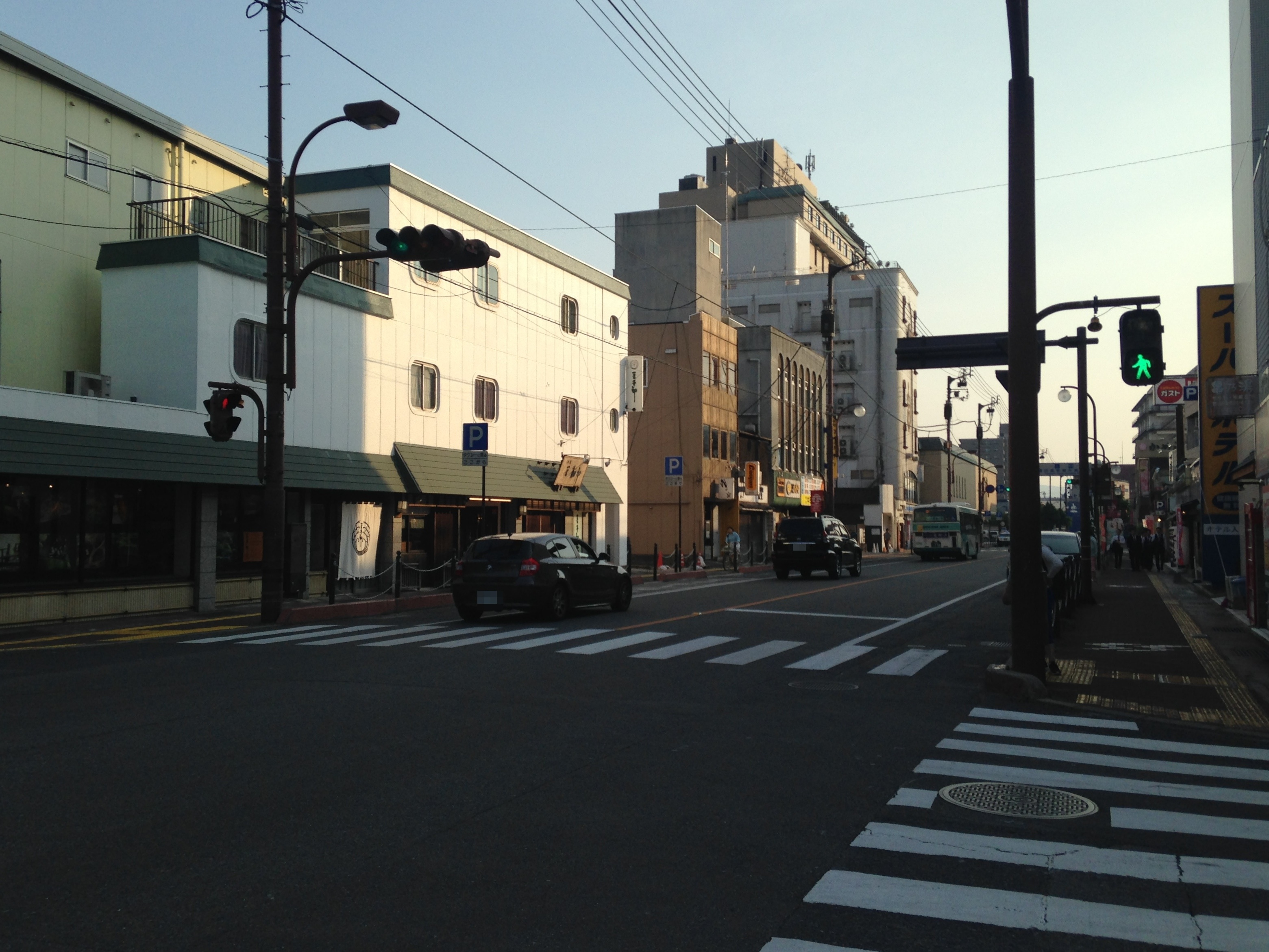
湯田溫泉的主要街道
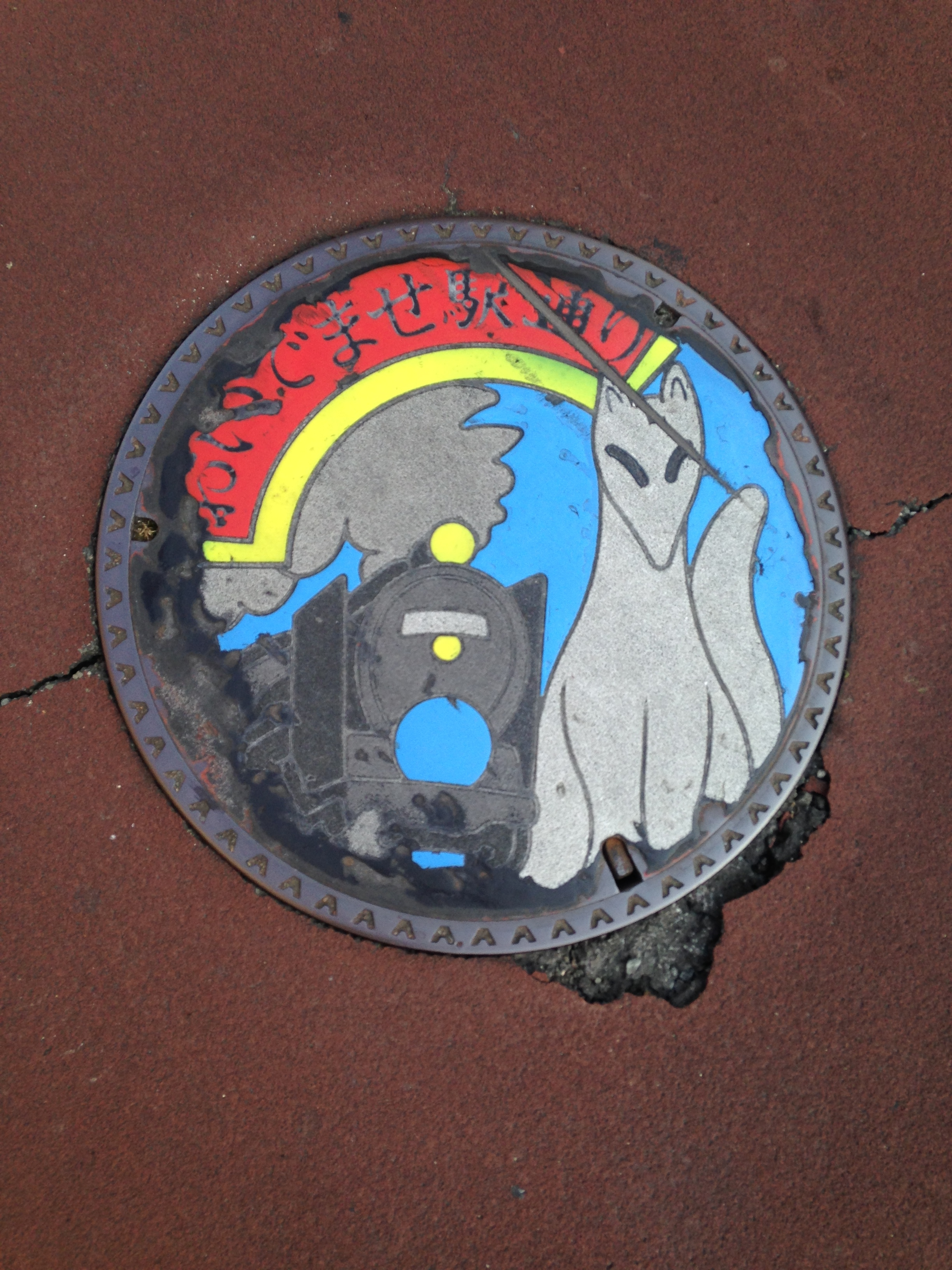
湯田溫泉地區的下水道蓋

## 外部連結
- （日語） 湯田溫泉旅館協同組合 （页面存档备份，存于）